# Хейс, Бартон
Бартон Хейс (англ. Barton Stone Hays; 1826—1914) — американский художник и педагог.

## Биография
Родился 5 апреля 1826 года в Гринвилле, штат Огайо, в семье James Hays и Sarah Stone Cushman Hays.
Был самоучкой, известен своими портретами, пейзажами и натюрмортами. Работая в штате Индиана с 1850 по 1882 годы, Хейс учил молодых художников — Уильяма Форсайта, Джона Банди и Уильяма Чейза. Преподавал в McLean's Female Seminary в Цинциннати. В 1882 году Хейс переехал в Миннеаполис, где он сосредоточил своё внимание на натюрмортах, являясь самым известным американским художником в этом жанре.
Умер 14 марта 1914 года в Миннеаполисе, штат Миннесота.
Был женат на Anne W. Hays, у них были дети:
- Julia Hays Wert (1853—1922),
- Anne N. Hays (1866—?).

## Труды
Портрет его работы губернатора Индианы — Уильяма Гаррисона входит в официальную коллекцию портретов губернаторов этого штата. Его картины находятся во многих музеях США, включая Художественный музей Индианаполиса и Художественный музей Ричмонда.

Некоторые работы
Still Life with Grapes and Peaches
A Still Life with Fruit
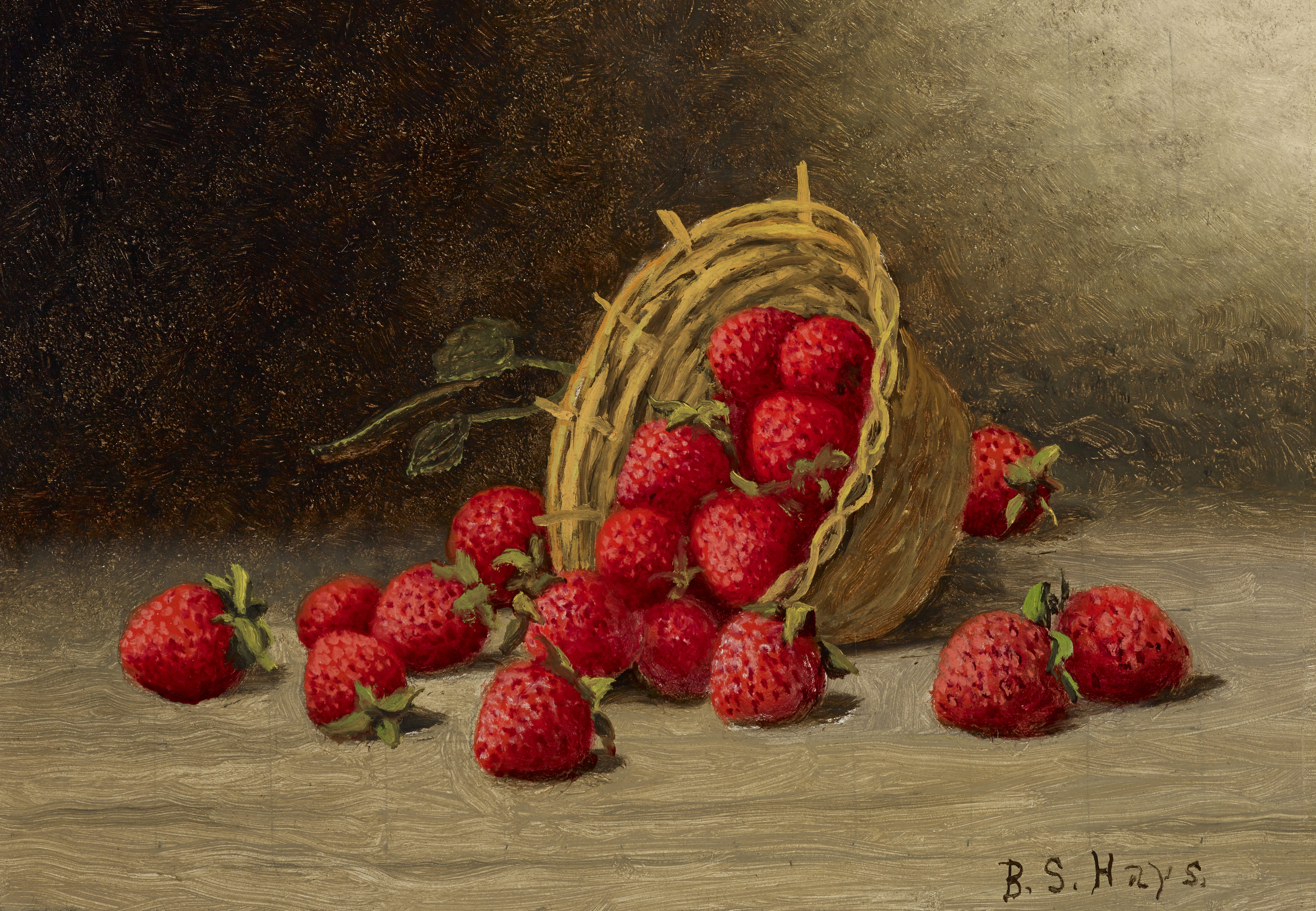
Strawberries